# Asta Hampe
Asta Hampe (* 24. Mai 1907 in Helmstedt; † 22. Oktober 2003 in Hamburg) war eine deutsche Ingenieurin, Volkswirtin und Statistikerin.

## Herkunft
Hampe wurde als Tochter von Emmy Busch und Hans Hampe geboren. Sie begleitete früh Vater und Onkel in die familiäre Wollspinnerei und Seidenfabrik. 1921 erwirkte sie mit ihrer Schulfreundin Erika Fuchs einen Stadtratsbeschluss, um das Knabengymnasium in Belgard besuchen zu dürfen. Sie zog später mit ihrer Familie nach Hamburg um. 1924 baute sie sich während ihrer Schulzeit ein eigenes Radio. Nach Widerspruch des Vaters finanzierten ihr Onkel und Großvater den Wunsch einer technischen Ausbildung.

## Ausbildung
Hampe studierte Physik und Ingenieurwissenschaften an der Technischen Hochschule München und schloss dort ihr Vorexamen in den Fächern Mathematik, Physik, Chemie und Technisches Zeichnen ab. Anschließend setzte sie das Studium der Fernmeldetechnik an der Technischen Hochschule Berlin fort und schloss es 1931 als Diplom-Ingenieurin (Dipl.-Ing.) ab. Zwischen 1929 und 1935 unternahm sie Reisen nach London, Sheffield und Exeter, um ihr Englisch zu verbessern.
Von 1942 bis 1944 studierte sie an der Universität Hamburg Volkswirtschaftslehre, schloss 1945 mit Diplom ab und promovierte 1947 (Dr. rer. pol.) zum „Einfluss der kriegsbedingten Gebäudezerstörung auf den städtischen Bodenkredit“. Sie habilitierte sich 1957 mit „Die freie Mietpreisbildung“.

## Tätigkeit
Von 1931 bis 1940 arbeitete Hampe in Versuchs- und Hochschullaboratorien der Industrie: Nach ihrem Studium arbeitete sie ein Jahr zur Aufbereitung eines Patents für die Krupp’sche Versuchsanstalt, um anschließend im Barmbeker Krankenhaus als Physikerin zu arbeiten. Hier wurde sie geschlechtsbedingt 1933 entlassen. Nach der Tätigkeit als Angebotsingenieurin bei Kunst und Albers wurde sie Laborleiterin beim Röhren- und Bautteilhersteller Philipps-Valvo. 1940 arbeitete sie auf eigene Bewerbung für die Kriegsmarine beim Nachrichtenmittel-Versuchs-Kommando in Kiel.
1947 war sie Mitarbeiterin in wohnungswirtschaftlichen Verbänden. Ab 1951 fungierte sie als Assistentin von Albert von Mühlenfels und Lehrbeauftragte für Statistik an der Universität Hamburg. 1961 wurde sie als außerplanmäßige Professorin und wurde 1962 an die Universität Marburg berufen und besetzte dort von 1963 bis 1975 den Lehrstuhl für Wirtschaftsstatistik. Von 1968 bis 1969 war sie zeitgleich Dekanin der rechts- und staatswissenschaftlichen Fakultät der Marburger Universität. 1974 kehrte sie nach Hamburg zurück.
Von 1958 bis 1963 und 1975 bis 1981 war sie Vorsitzende des Hochschulausschusses des Deutschen Akademikerinnenbundes (DAB). Bis zur Auflösung 1998 war Hampe Mitglied des Wohnungswirtschaftlichen Beirats des Bundesministeriums für Wohnungsbau.

## Engagement
1931 gründete Hampe noch als Studentin die Gemeinschaft Deutscher Ingenieurinnen, die im gleichen Jahr dem DAB beitrat. 1947 gründete sie dessen Hamburger Ortsgruppe. 1935 trat sie dem Deutschen Frauenwerk bei; am 14. November 1939 beantragte sie die Aufnahme in die NSDAP und wurde zum 1. Februar 1940 aufgenommen (Mitgliedsnummer 7.491.265). Bereits zuvor war sie Mitglied des Verbandes Deutscher Elektrotechniker (VDE) geworden.
Hampe war am Konzept des Wiederaufbaus und der Gestaltung der Wohnungspolitik im Nachkriegsdeutschland beteiligt. Da Wohneigentum wünschenswert, aber nur einer Elite zugutekommen könne, plädierte sie 1952 für die Subventionierung des sozialen Wohnungsbaus. Als Professorin in Marburg baute sie ab 1963 das neuartige Fachgebiet Wirtschaftsstatistik auf. 1990 war sie Mitinitiatorin und -Gründerin des Deutschen Hochschullehrerinnenbundes.
Hampe war Mitglied zahlreicher weiterer internationaler Verbände wie der britischen Women’s Engineering Society (WES, seit 1929), deren erstes deutsches Mitglied sie war, und trat bei Veranstaltungen der International Federation of University Women (IFUW) auf.

## Privates
Asta Hampe führte bis ins hohe Alter eine Beziehung mit ihrer Lebensgefährtin, der Diplom-Bibliothekarin Ady Röper. Sie übte verschiedene Sportarten aus und begeisterte sich für Fernreisen. 96-jährig verstarb sie in Hamburg und erhielt eine Seebestattung.

### Werke
- Statistik für Betriebswirte II. Reihe IV: Kaufmännisches Rechnungswesen. Schäffer-Poeschel Verlag, 1999. ISBN 978-3-7910-9077-1.
- Die habilitierten weiblichen Lehrkräfte an den westdeutschen Universitäten und wissenschaftlichen Hochschulen 1958/9. In: Mädchenbildung und Frauenschaffen. Band 11, Nr. 4 (1961), S. 21–31.
- Werden Hochschullehrerinnen diskriminiert? Ergebnisse einer empirischen Studie. In: Mitteilungen des DAB. Nr. 57, 1980, S. 5–26.

### Sekundärliteratur
- Peter von der Lippe: Asta Hampe 70 Jahre. In: Allgemeines Statistisches Archiv. Band 61, 1977, S. 211 f.
- Bärbel Maul: Akademikerinnen in der Nachkriegszeit. Ein Vergleich zwischen der Bundesrepublik Deutschland und der DDR. Frankfurt 2002, S. 422.
- Lieselotte Tilsner: Nachruf. In: Konsens, Mitgliederperiodikum DAB. Heft 2003/2004, S. 50–51.
- Birgit Zich: Mit einem Radio fing alles an. Prof. Dr. Asta Hampe – Ingenieurin und Volkswirtin. In: Biographien von Naturwissenschaftlerinnen des Deutschen Akademikerinnen Bundes e.V. Eine Interviewreihe der DAB-Arbeitsgruppe „Frauen in Naturwissenschaft und Technik“. Festschrift zum 75-jährigen Bestehen des DAB.